# Най-дългият път
Най-дългият път (на македонска литературна норма: Најдолгиот пат) е игрален филм от Социалистическа Република Македония от 1976 година.
Режисьор на филма е Бранко Гапо, а сценарист е Петре Андреевски. Главните роли се изпълняват от Данчо Чевревски (Стефан), Дарко Дамевски (Секула), Душан Яничиевич (Синан), Мето Йовановски (Коста), Ненад Милосавлевич (Кръсте), Петър Арсовски, Петър Темелковски, Ристо Шишков (Чауш), Шишман Ангеловски и други. Второстепенните роли са на Ацо Йовановски, Борис Чоревски, Чедо Христов, Димитър Гешовски, Феми Груби, Фирдаус Неби, Янез Върховец, Кирил Псалтиров, Крум Стоянов, Лютви Сейфула, Мери Бошкова, Панче Васовски, Рамадан Мамут, Ристо Стефановски, Салаетин Билал, Сюзан Максут, Джемаил Максут.
През 1977 година филмът е преработен на телевизионен сериал.

## Сюжет
Действието на филма се развива в началото на XX век в Македония, когато тече подготовката по обявяването на Илинденското въстание от страна на Вътрешната македоно-одринска революционна организация. Няколко села са нападнати от турски аскер, селяните са осъдени по бърза процедура и са изпратени с влакове в Солун, откъдето с кораб са изпратени в Мала Азия на заточение. Много от заточениците умират от глад и болести, а през 1908 година всички са върнати в Солун след обявяването на Младотурската революция, откъдето оцелелите се прибират по домовете си.
Филмът печели наградите „Голяма сребърна арена“ за филм (Пула, 1976), „Сребърна арена“ за операторско майсторство на Киро Билбиловски (Пула, 1976), „Диплома за успешен дебют“ на Петър Темелковски (Пула, 1976), „Награда за най-хуманна роля“ на Петър Арсовски (Ниш, 1976), „Грамота за главна мъжка роля“ на Ристо Шишков (Ниш, 1976) и „Диплома за операторско майсторство“ на Киро Билбиловски (ФЕСТ, 1977).